# ガラスの城 (1950年の映画)
『ガラスの城』（Le Château de verre）は、1950年のフランスの映画。出演はミシェル・モルガンやジャン・マレーなど。
フランスでは公開時、1,6674,474人の観客動員を記録した。

## キャスト
※括弧内は日本語吹替（初回放送1965年5月3日『テレビ名画座』）
- エヴリーヌ：ミシェル・モルガン（阿部寿美子）
- レミ・マーセイ：ジャン・マレー（山内雅人）
- ローラン：ジャン・セルヴェ（千葉耕市）
- エレナ：エリサ・セガニ
- マリオン：エリナ・ラブルデット（渡辺典子）
- 旅行者：ジャン＝リュック・ゴダール[2]
- 旅行者：ジャック・リヴェット[2]

## スタッフ
- 監督：ルネ・クレマン
- 製作：アンリ・デューチュメイステル、ユージェーヌ・テシュレエ
- 原作：ヴィッキー・バウム
- 脚本：ルネ・クレマン、ピエール・ボスト
- 撮影：ロベール・ルフェーヴル
- セットデザイン：レオン・バルザック
- 音楽：イヴ・ボードゥリエ